# 5795 Roshchina
5795 Roshchina eller 1978 SH1 är en asteroid i huvudbältet som upptäcktes den 27 september 1978 av den ryska astronomen Ljudmila Tjernych vid Krims astrofysiska observatorium på Krim. Den är uppkallad efter den ryska journalisten Elena O. Roshchina.
Asteroiden har en diameter på ungefär 4 kilometer.